# Abisara geryon
Abisara geryon är en fjärilsart som beskrevs av Otto Staudinger 1887. Abisara geryon ingår i släktet Abisara och familjen Riodinidae. Inga underarter finns listade i Catalogue of Life.